# オリオン社
オリオン社（オリオンしゃ）は、1991年まで存在していた日本の出版社、大学受験用の通信教育会社。通信教育部門はおもに難関大学の受験生を対象者としたものだった。また同名の広告代理店が存在した。
通信教育の課題として使用された問題の一部は、書籍として添削受講者のみに限定販売されていたが、発売元が育文社に移行してから、一般書店でも販売されるようになった。多田正行の『思考訓練の場としての英文解釈』シリーズについて、ラサール石井は「偏差値90以上向け」と過去に発言している。ながらく絶版になっていたが、多数の要望が寄せられ、再版されている。

## 書籍
- 多田正行 『思考訓練の場としての英文解釈（1）』 （育文社、1973年）  ISBN 4752430037
- 多田正行 『思考訓練の場としての英文解釈（2）』 （育文社、1980年）  ISBN 4752430045 / ISBN 4752430061
- 多田正行 『思考訓練の場としての英文解釈（3）』 （育文社、2013年秋以降刊行予定）
- 棟明郎 『思考訓練の場としての現代国語』 （オリオン社、1979年）  ISBN 4752430053 / ISBN 4752420147
- 槙道雄 『思考訓練の場としてのマッキーの日本史実践（前近代史編）』（育文社、1991年） ISBN 4752498766